# Hellmuth Stieff
Hellmuth Stieff (Iława, 6 de junho de 1901 - Berlim, 4 de agosto de 1944) foi um general alemão.
Desgostoso com as atrocidades cometidas sob as ordens de Adolf Hitler na Polónia, entrou ativamente na resistência ao nazismo. Trabalhando na Oberkommando des Heeres e tendo acesso a explosivos, Stieff planeou um atentado suicida contra Hitler na Schloss Klessheim, mas não pôde ativar os explosivos. Não tendo sido desmascarado, ajudou Claus von Stauffenberg no atentado de 20 de julho de 1944 contra Adolf Hitler. Foi preso, torturado, julgado e condenado à morte na prisão de Plötzensee.